# 12753 Povenmire
12753 Povenmire è un asteroide della fascia principale. Scoperto nel 1993, presenta un'orbita caratterizzata da un semiasse maggiore pari a 2,6230599 UA e da un'eccentricità di 0,1482731, inclinata di 14,80438° rispetto all'eclittica.